# Rachel Marsden
Rachel Marsden, född 2 december 1974 i Vancouver, är en kanadensisk journalist och tv-kommentator. Hon har bland annat skrivit för Washington Times och Toronto Sun.